# Lidija Kalinina
Lidija Gavrilovna Kalinina, coniugata Ivanova (in russo Лидия Гавриловна Калинина-Иванова?; Mosca, 27 gennaio 1937), è un'ex ginnasta sovietica, dal 1991 russa.

## Palmarès

### Olimpiadi
- 3 medaglie:
  - 2 ori (Melbourne 1956 nel concorso a squadre; Roma 1960 nel concorso a squadre)
  - 1 bronzo (Melbourne 1956 negli attrezzi a squadre)

### Mondiali
- 3 medaglie:
  - 2 ori (Mosca 1958 nel concorso a squadre; Praga 1962 nel concorso a squadre)
  - 1 argento (Mosca 1958 nel volteggio)